# Skaberne
Skaberne je priimek več znanih Slovencev:
- Bogomir Skaberne (1903—1939), časnikar
- Bronislav Skaberne (1913—1977), pravnik, mladinski kriminolog, soorganizator plavalne šole
- Drago(mir) Skaberne (*1947), geolog
- Franc Skaberne (1877—1951), pravnik, pesnik
- Leo(n) Skaberne (1914—2000) in Ludvik Skaberne (1915—1965), gradbenika
- Maja Skaberne (r. Gomol) (1932—2020), kemičarka
- Minka Skaberne (1882—1965), učiteljica, ustanoviteljica knjižnic za slepe
- Sab(in)a Skaberne (*1962), kiparka in likovna umetnica
- Sonja (Tavčar) Skaberne (*1931), kiparka
- Viktor Skaberne (1878—1956), gradbeni inženir